# Españoles en conflictos
Españoles en conflictos va ser un programa de televisió que es va emetre en el canal La 1 presentador per la periodista Almudena Ariza des del 28 d'abril de 2023.

## Argument
El programa recorrerà amb la periodista Almudena Ariza cada setmana amb espanyols que viuen fora de les nostres fronteres, repartits per tots els racons del planeta. En un viatge al voltant del món, coneixerem a aquests compatriotes i gràcies a ells, les històries i problemàtiques que amaguen aquests fascinants llocs. Cada setmana coneixerem en profunditat algun dels conflictes socials i mediambientals que més preocupen la humanitat amb una visió de 360 graus. Tot això, a través dels ulls dels espanyols que hi conviuen.

### Presentadora
| Presentador    | Professió                 | Duració        |
| -------------- | ------------------------- | -------------- |
| Almudena Ariza | Periodista i presentadora | 2023 - present |

## Audiències

### Temporada 1
| Programa | Títol                              | Dia d'emissió | Audiència      |
| -------- | ---------------------------------- | ------------- | -------------- |
| 1        | EEUU: más armas que habitantes     | 28/04/2023    | 462 000 (5,6%) |
| 2        | Corea del Sur: perfección obsesiva | 03/05/2023    | 442 000 (5,5%) |
| 3        | La violencia en México             | 10/05/2023    | 323 000 (3,8%) |
| 4        | Amazonas: un territorio amenazado  | 17/05/2023    | 337 000 (4,1%) |
| 5        | La desigualdad en Sudáfrica        | 24/05/2023    | 368 000 (4,3%) |
| 6        | El mar de plástico en Filipinas    | 31/05/2023    | 256 000 (2,8%) |
| 7        | Honduras: El poder de los maras    | 06/06/2023    | 254 000 (9,0%) |
| 8        | La homofobia en Polonia            | 14/06/2023    | 219 000 (6,7%) |
| 9        | Turquía: Richer 7.8                | -             |                |
| 10       | La contaminación en India          | -             |                |